# Neuvy-Grandchamp
Neuvy-Grandchamp ist eine französische Gemeinde mit 752 Einwohnern (Stand: 1. Januar 2022) im Département Saône-et-Loire in der Region Bourgogne-Franche-Comté. Sie gehört zum Arrondissement Charolles und zum Kanton Gueugnon. Die Einwohner werden Neuvyssois genannt.

## Geographie
Neuvy-Grandchamp liegt etwa 60 Kilometer ostnordöstlich von Moulins am Fluss Blandenan. Nachbargemeinden von Neuvy-Grandchamp sind Grury im Norden, La Chapelle-au-Mans im Nordosten, Curdin im Osten, Rigny-sur-Arroux im Südosten, Les Guerreaux im Süden, Perrigny-sur-Loire im Südwesten sowie Chalmoux im Westen.

## Bevölkerungsentwicklung
| Jahr                      | 1962 | 1968 | 1975 | 1982 | 1990 | 1999 | 2006 | 2011 | 2016 |
| Einwohner                 | 1025 | 1016 | 1028 | 1009 | 1008 | 842  | 815  | 778  | 765  |
| Quelle: Cassini und INSEE |      |      |      |      |      |      |      |      |      |

## Sehenswürdigkeiten
- Kirche Saint-Germain
- Schloss Lavault aus dem 18. Jahrhundert
- Museum der regionalen Agrartechnik

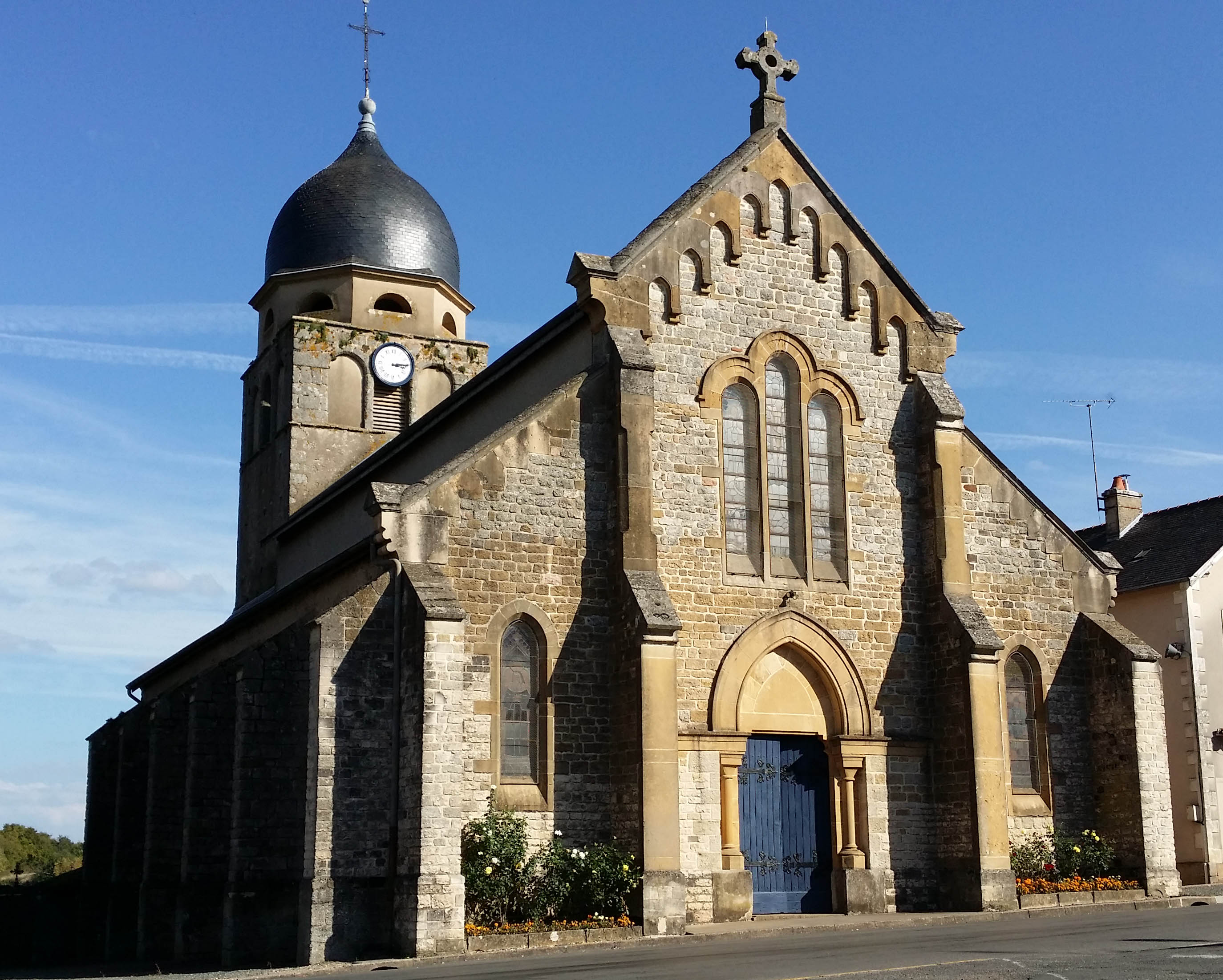
Kirche Saint-Germain